# Grégory Logean
Grégory Logean, né le 13 novembre 1986 à Hérémence (Valais), est un homme politique suisse. Membre de l'Union démocratique du centre (UDC), connu dans sa jeunesse pour ses propos provocateurs, il est le premier UDC à présider une commune romande.

## Biographie
Grégory Logean est né le 13 novembre 1986 à Hérémence (Valais),. Il suit des études supérieures à la Haute école de Suisse occidentale et y obtient un bachelor en économie d'entreprise. 
En 2011, Grégory Logean se marie et devient père l'année suivante. En parallèle à ses activités politiques, il occupe une fonction de cadre au sein de l'entreprise familiale. 
Catholique proche des traditionalistes de la Fraternité Saint Pie X depuis de longues années, il est profondément affecté par la disparition de son père en 2016. Ce décès le pousse à envisager la vie avec plus de recul et à s'assagir. 

## Parcours politique
Grégory Logean adhère à l'UDC à la fin de son adolescence. Il fait partie d'une nouvelle génération de droite populiste suisse, marquée par sa jeunesse, l'adoption d'une ligne blochérienne dure et une radicalité dans le discours sur les questions d'immigration et de religion. Grégory Logean préside la section jeune du parti en Valais en 2005. Il se fait connaître localement dès 2007 en participant avec succès aux côtés de Roger Sierro à une campagne pour l'introduction d'un système proportionnel lors des élections locales d'Hérémence. Bien implanté sur ses terres natales, le jeune homme se fait élire au conseil communal d'Hérémence en 2008. 
Durant ces premières années, Grégory Logean acquiert une notoriété auprès de la population valaisanne et romande par des déclarations provocantes et des prises de position clivantes. En 2009, il publie un tract à l'occasion de la Journée contre l'homophobie dans lequel il qualifie l'homosexualité de déviance et craint le remplacement du peuple si celui-ci ne se reproduit pas. Ses propos choquent l'opinion suisse, y compris en Suisse alémanique, et plusieurs personnalités politiques suisses réagissent. Des critiques sont également émises au sein même de son parti. De son côté, Grégory Logean se défend en indiquant que son propos ne vise pas les personnes et qu'il laisse à chacun sa liberté d'orientation sexuelle dans la sphère privée. Plusieurs plaintes sont déposées mais le jeune Valaisan est mis hors de cause par le Tribunal cantonal puis le Tribunal fédéral,. Il réitère ce type de propos en 2012, qualifiant l'homosexualité de danger pour le lien social. Il estime ainsi que les lois ne s'y opposant pas sont contraires à la raison et au bien commun.  
L'attentat de la cathédrale de Bagdad en 2010 conduit Grégory Logean et les jeunes UDC valaisans à publier un communiqué dans lequel ils fustigent l'islam, une volonté de domination et la perpétration de massacres. Ils demandent aux autorités suisses un moratoire sur l'immigration des ressortissants des pays musulmans pratiquant des actes de barbarie. Plusieurs personnalités religieuses, musulmanes comme chrétiennes, critiquent cette prise de position qu'ils estiment fondée sur une méconnaissance du dialogue interreligieux en Suisse et de l'histoire des musulmans ainsi que de leur intégration dans le pays.  
Sur le plan local, Grégory Logean parvient avec d'autres élus UDC et les responsables des chasseurs à empêcher la création d'un parc naturel dans le Val d'Hérens,. Ceux-ci craignaient un interventionnisme plus fort des autorités cantonales et fédérales dans les affaires des communes de la vallée. Lors de la campagne pour les élections communales de 2012, le jeune UDC organise une soirée de soutien polémique autour du thème de la Hongrie alors que la commune est marquée par une affaire de placements financiers où 3 millions de francs suisses ont été investis dans ce pays. Lassée par le style de Grégroy Logean, la population le sanctionne lors des élections en ne renouvelant pas son mandat communal.   
En 2013, Grégory Logean accède au Grand Conseil valaisan en qualité de député,. Durant sa première législature, il préside notamment la Commission économie et énergie. Réélu en 2017, il devient chef du groupe UDC au parlement valaisan. Ces années de politique cantonale voient le jeune homme évoluer. Son style se fait moins virulent. Il cesse ainsi les déclarations chocs au profit d'un travail en équipe sur les dossiers. En mars 2021, il est réélu pour un troisième mandat et confirmé dans sa fonction de chef de groupe.    
Durant ses mandats au législatif cantonal et en qualité de représentant de son groupe parlementaire, Grégory Logean s'engage sur les thématiques propres aux régions de montagne comme la taxation de l'essence, l'aménagement des infrastructures paysannes (à l'exemple des raccards) en résidences secondaires, ou le développement de l'énergie hydraulique. Le député est aussi un soutien important pour la pratique de la chasse en Valais,. Il est par ailleurs actif sur les sujets portés par l'UDC, comme l'immigration ou l'économie,.  
À l'automne 2020, la présidente d'Hérémence, Karine Sierro-Masserey (Parti démocrate chrétien), annonce qu'elle ne se représente pas à sa propre succession. Grégory Logean est alors sollicité par différentes personnalités politiques locales pour briguer ce poste. Candidat au Conseil communal et à sa présidence, il est élu en octobre 2020,. Cette élection fait de lui le premier président d'une commune romande membre de l'UDC. Il précise ne pas voir dans cette élection au sein du conseil dont il avait été éjecté 8 ans auparavant une forme de revanche. Il indique notamment sa volonté de travailler en équipe et de dépasser les clivages partisans.
Au niveau national, Grégory Logean s'est présenté à trois reprises au Conseil national en Valais (2007, 2011 et 2015) sans être élu,,.  Sa campagne de 2015 a notamment été suivie par le journal Le Temps,,.